# 実録!!リアル恐怖DX
実録!!リアル恐怖DX（じつろくりあるきょうふでらっくす）は、日本のウェブサイト。

## 概要
携帯電話向けホラーウェブサイトである。会員制。コンテンツは「動画」、「心霊写真」、「怖い話」、「恐怖体験」、「投稿」等から構成される。近年では、アンドロイド携帯やiPhone等のスマートフォンで、アプリとして販売する。

## 映画化
実録!リアル恐怖DX内における投稿系の「怖い話」において、その中で最も怖い話を『ケータイホラー小説大賞』として決定し、映画の製作を行った。第一回目の映画作品は、『ひとりかくれんぼ 劇場版』で、他は『学校裏サイト』、『死刑ドットネット』、『デスチューブ』。